# Kelagalale, Sakleshpur
Kelagalale là một làng thuộc tehsil Sakleshpur, huyện Hassan, bang Karnataka, Ấn Độ.